# Parakarungu
Parakarungu é uma vila localizada no distrito de Chobe em Botswana. Possuía, em 2011, uma população estimada de 845 habitantes.